# 小野小町

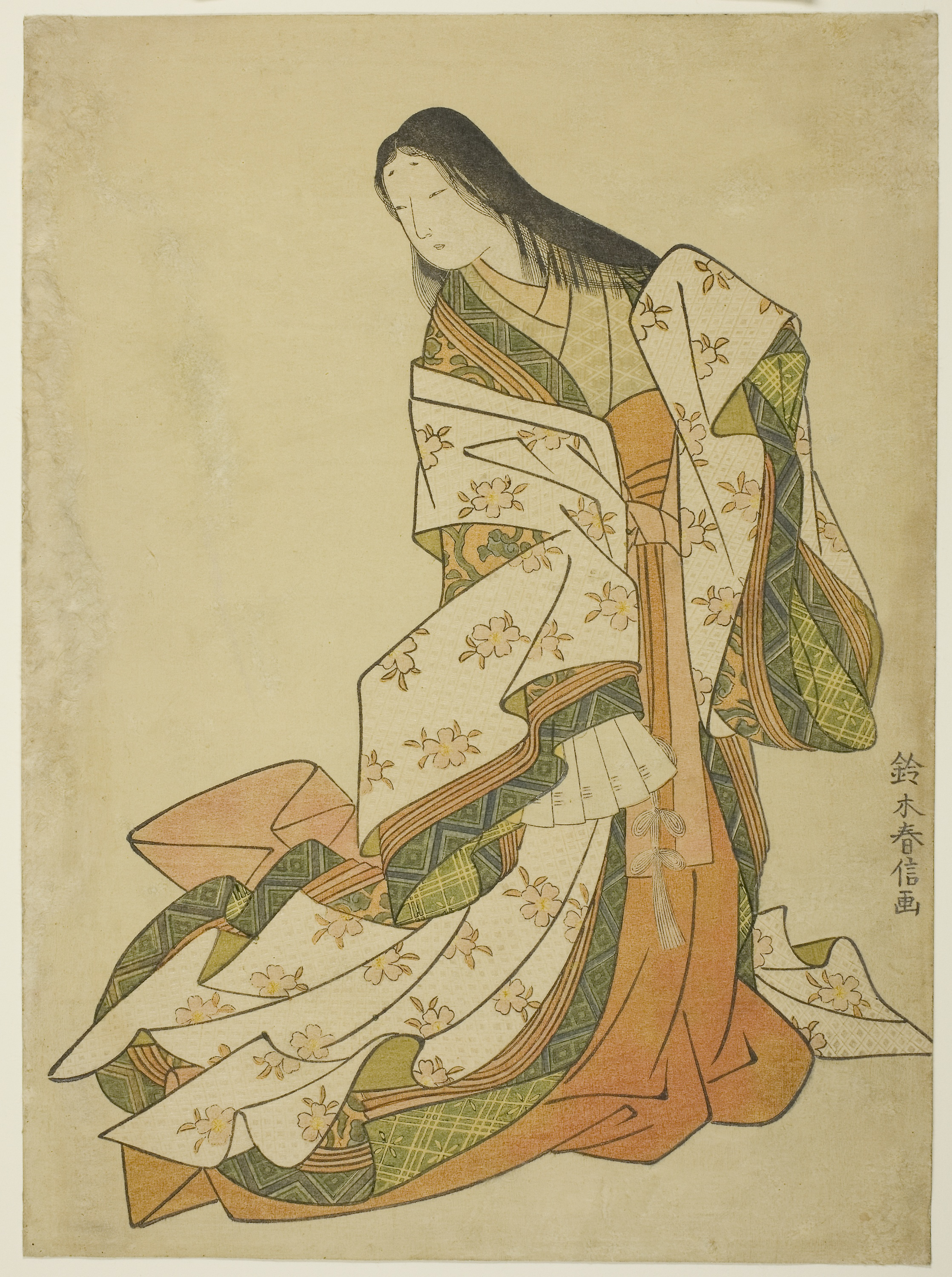
小野小町（鈴木春信画）

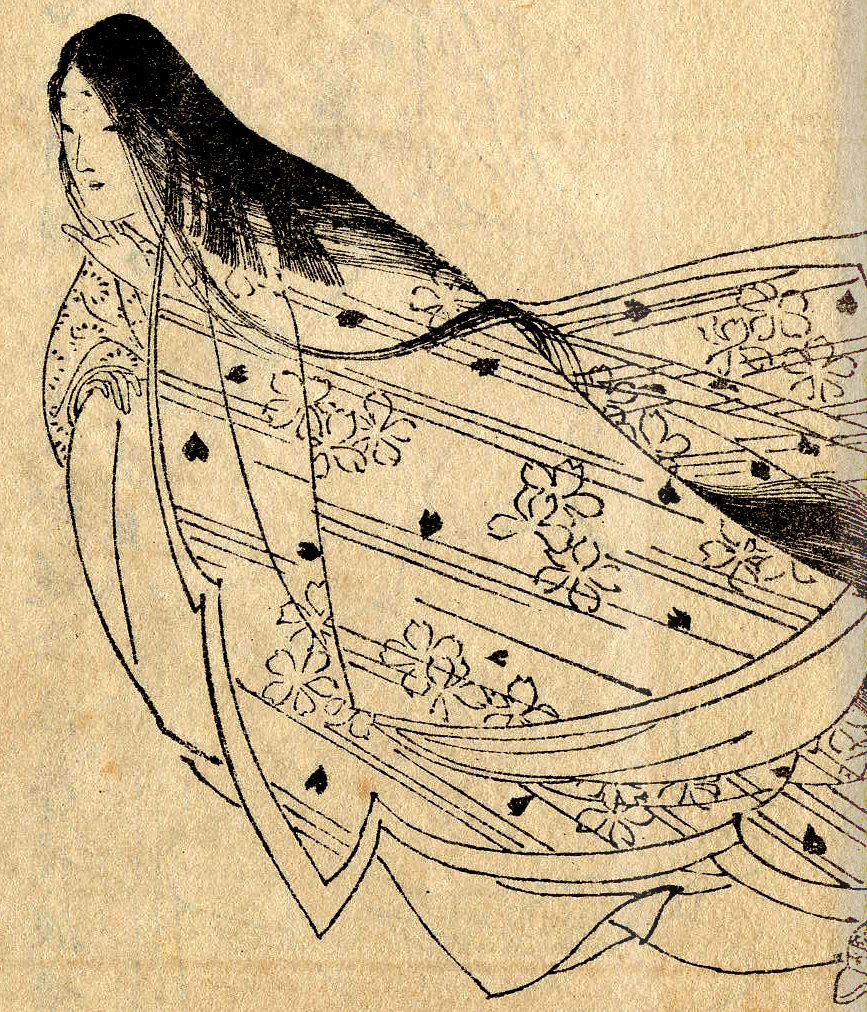
小野小町（『前賢故実』菊池容斎画、明治時代）

小野 小町（おの の こまち、生没年不詳）は、平安時代前期9世紀頃の女流歌人。六歌仙、三十六歌仙、女房三十六歌仙の一人。　　　　　

## 人物像

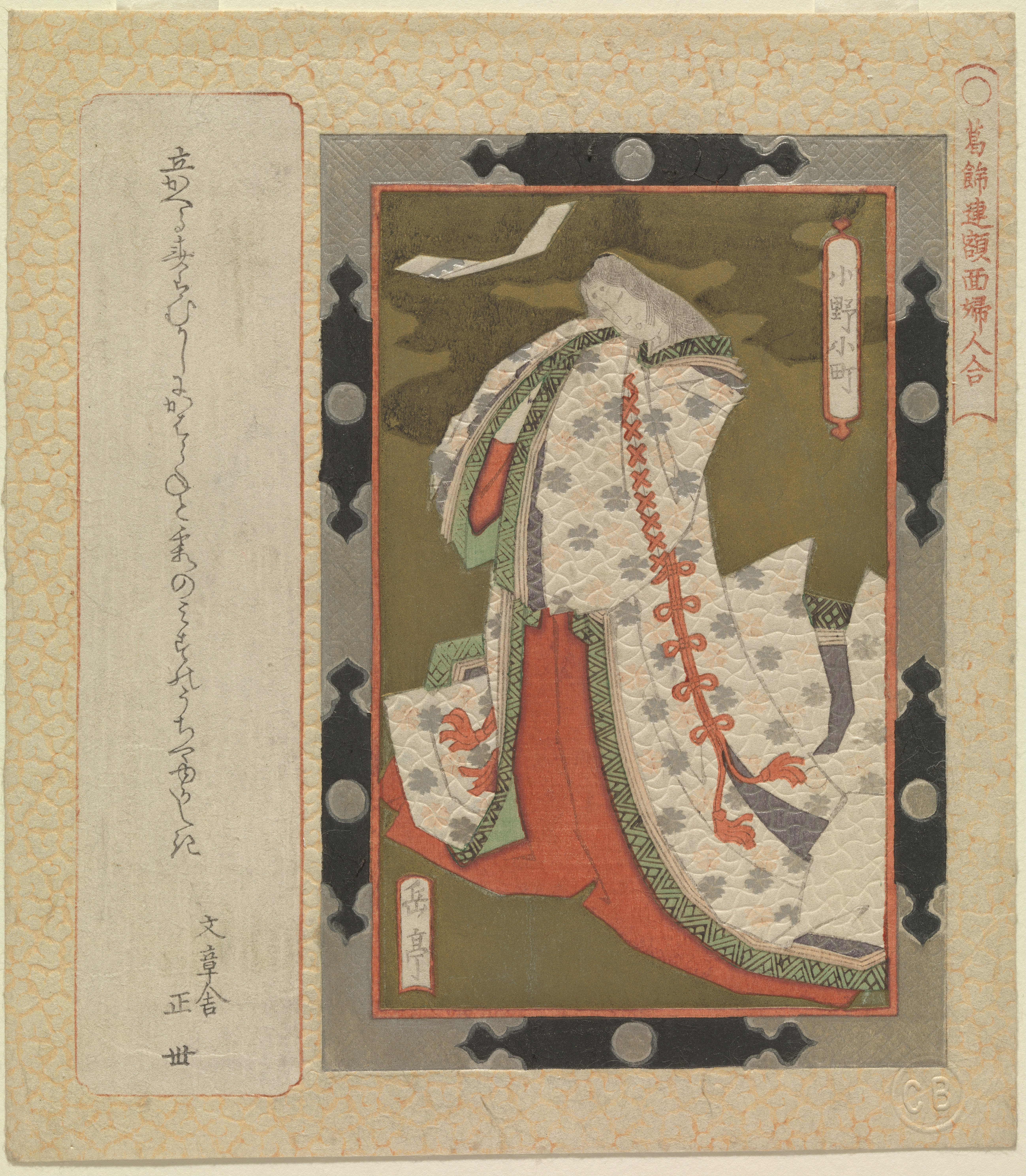
岳亭春信による小野小町

『古今和歌集』序文において六歌仙の一人に挙げられており、文屋康秀や僧正遍昭、凡河内躬恒、在原業平、安倍道行、小野貞樹らと和歌の贈答を行っている。

### 出自
出自は明らかでないが、通説では出羽国郡司小野良実の娘とされている。ほかに、小野篁自身の娘、あるいは小野滝雄の娘とする説もある。
「小野」については地名とする説や氏姓とする説があるが、氏姓とする説が有力である。その論拠として大江朝綱「男女婚姻賦」（『本朝文粋』巻第一）に小野小町の氏姓を省略した例がみられ、このような氏姓の省略が多くの文書で見られるのに対して地名は省略しないことが挙げられる。
「小町」については、民俗学の立場から小野氏の采女がもつ世襲の霊媒職名とする説、後宮に仕える女性の通称とする説、本名であるとする説がある。この論点については勅撰集である『古今和歌集』や『後撰和歌集』にみえる小野小町の姉や孫（ただし『後撰和歌集』では伝本によって姉が従姉になったり孫が姪になったりしている）を根拠として挙げるものもある。一説には小町姉が実在するという前提で、出羽国の郡司の小野一族の娘で姉妹揃って宮仕えする際に姉は「小野町」と名付けられたのに対し、妹である小町は「年若い方の“町”」という意味で「小野小町」と名付けられたという説がある。
『続日本後紀』で承和九年正月八日に正六位上を授けられたとされる小野吉子と関連づける説もあり、小野吉子と同一人物であるとする説（角田文衛説）や小野吉子は姉の「小野の町」なる人物にあたるとする説（岡一男説）がある。この角田説や岡説では『古今和歌集』の「三条町（紀静子）」や「三国町（仁明天皇皇子貞登の母）」と「町」を同様に論じるが、両者は地名に由来すると考えられ氏姓名の小野小町とは同様には論じられないとする異論もある。
一方、勅撰集の作者表記の例や、先述の勅撰集の姉や孫の表記（「小町が姉」や「小町が孫」）のような例では前部に実名がくる（「～が母」の場合には前部に実名がくる）ことから「小町」は本名であるとする説がある。

### 生誕地に纏わる伝承
- 秋田県湯沢市小野とする説 - 誕生の地として桐木田の井戸が残り、後世に菅江真澄が小町伝説の聞き取りを行っている[7]。
- 福島県小野町とする説[8] - 小野篁と愛子（めずらこ、珍敷御前）の娘の比古姫が小野小町であるとする伝承がある[9]。
- 神奈川県厚木市小野とする説[10][11]。
- 千葉県東金市小野 - 地元の貴船神社の「貴船大明神縁起」に小町の名がある[11]。
- 滋賀県彦根市小野町とする説 - 小野美実（好美）が出羽に赴任する際に小野宿で宿泊した際、生後間もない女児を養女に迎えたという伝承がある[12]。
- 福井県越前市とする説[要出典]
- 熊本県熊本市北区植木町小野とする説[13]

### 晩年に纏わる伝承

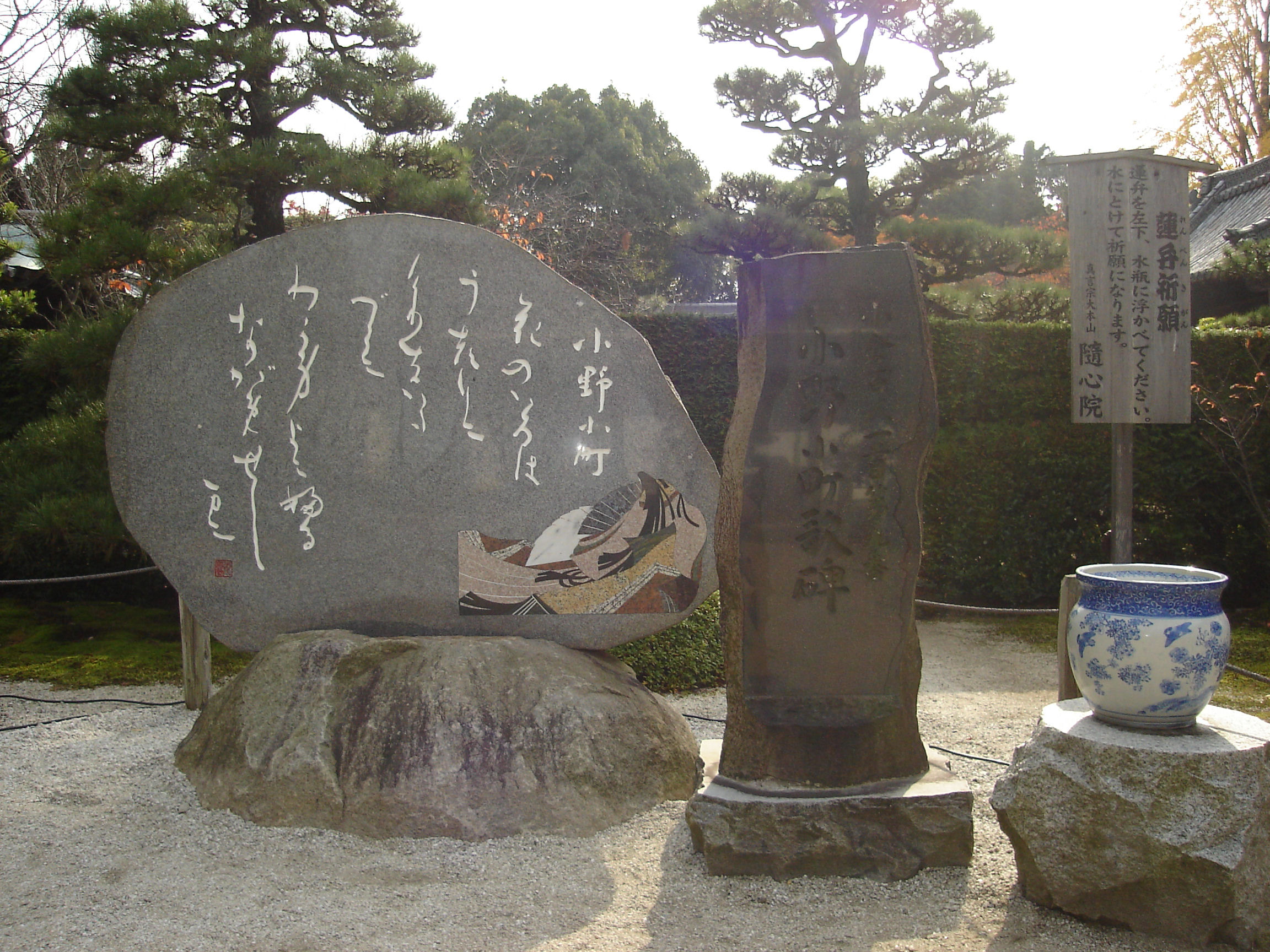
歌碑（京都随心院）「花の色は」の歌が刻まれている。

前述の秋田県湯沢市小野には晩年に住んだという伝承のある岩屋堂遺跡がある。また、京都市山科区小野は小野氏の栄えた土地とされ、小町は晩年ここの随心院で過ごしたとの説がある。
なお、亡くなったとする伝承のある地に小町の墓がある例もある（茨城県新治郡新治村小野（現土浦市）など）。以下の墓所を参照。

### 墓所
小野小町の物とされる墓も、全国に点在している。
- 秋田県湯沢市小野には深草少将と小野小町の墳墓と伝わる二ツ森がある[15]。
- 宮城県登米市東和町米川に『小町塚』と称する墓があり、付近には「小町桜」と呼ばれる桜の木があった他「小町峠」という地名や、小町を慕ってやってきたという某大納言の碑も残っている。
- 宮城県大崎市古川にも、この地で亡くなったと伝わる小野小町の墓がある[16]。
- 山形県米沢市の塩井町には小野小町の墓とされる美女塚がある。
- 福島県喜多方市高郷町には、小野小町塚があり、この地で病で亡くなったとされる小野小町の供養塔がある。
- 栃木県栃木市岩舟町小野寺にも小野小町の墓があり、年老いた小町が薬師に祈ったが病気が治らず三杉川から身を投げたという[11]。ただし、小野寺にある天台宗大慈寺の『小野寺旧記』等の古記録はこれとは異なり小町の病は平癒したという[11]。
- 茨城県土浦市と石岡市には、小野小町の墓があり、この地で亡くなったとの伝承がある。この2つの地は、筑波山の峠を挟んでかなり近いところにある。
- 神奈川県厚木市小野は、嘉永元年に建てられた拝殿の横に、小町塚が存在する。
- 愛知県あま市新居屋に小町塚があり、背面には「小町東に下るとき此処で死せし」とある。
- 京都府京丹後市大宮町五十河も小野小町終焉の地と伝わり、小町の墓と伝えられる小町塚や、小町を開基とする妙性寺があり、小野小町公園が整備されている[17]。
- 京都府綴喜郡井手町では、小野小町が当地にて69歳で没したと伝えられ、小町の墓と伝えられる小野小町塚が残されている。
- 京都府京都市左京区静市市原町にある小町寺（補陀洛寺）には、小野小町老衰像と小町供養塔などがある。
- 滋賀県大津市大谷にある月心寺内には、小野小町百歳像がある。
- 和歌山県和歌山市湯屋谷にも小町の墓があり、熊野参詣の途中この地で亡くなったとの伝承がある。
- 鳥取県西伯郡伯耆町小町字稲場497番地 - ここに近い鳥取県会見町御内容の金龍山雲光寺には戒名「誠清院殿霊顕妙照大禅定尼」という小野小町の位牌があり、承和5年（838年）4月29日没と記されている[18]。
- 岡山県総社市清音黒田にも、小野小町の墓がある。この地の伝承としては、小町が「四方の峰流れ落ちくる五月雨の黒田の蛭祈りますらん」とよむと、当地の蛭は吸い付かなくなったという蛭封じの歌が伝えられている。
- 山口県下関市豊浦町川棚中小野にも、小野小町の墓がある。

### 世界三大美女
日本では一般にクレオパトラ、楊貴妃と共に小野小町が「世界三大美女」（または世界三大美人）の一人に数えられている。小野小町の代わりにヘレネー、楊貴妃の代わりに虞美人を加える場合もある。
明治中期、日本国内でナショナリズムが高まると、世界三大英雄（カエサル、ナポレオン、織田信長）ら日本人を世界の偉人にしようという動きが生まれ、小野小町もメディアに登場するようになったのが始まりとされている。

## 作品

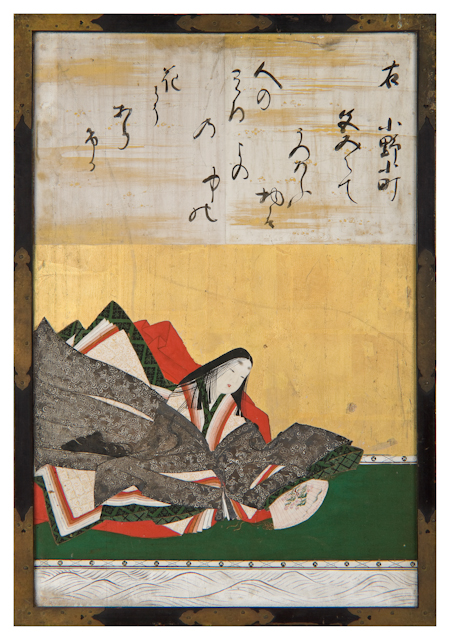
（狩野探幽『三十六歌仙額』）

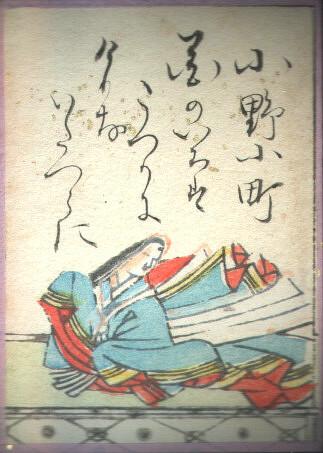
百人一首

『古今和歌集』の18首や『後撰和歌集』の4首など勅撰集に六十数首の和歌が収められている。また『小町集』が伝わる。ただし、これらの中には他人の歌や後人の偽作も含まれているともいわれる。歌風は情熱的で奔放な恋歌であり、そこから小野小町に関する多くの説話や伝説が生み出された。
次の歌からも美女であった事が窺える。これは、百人一首にも選ばれている。

## 小野小町にちなむ作品

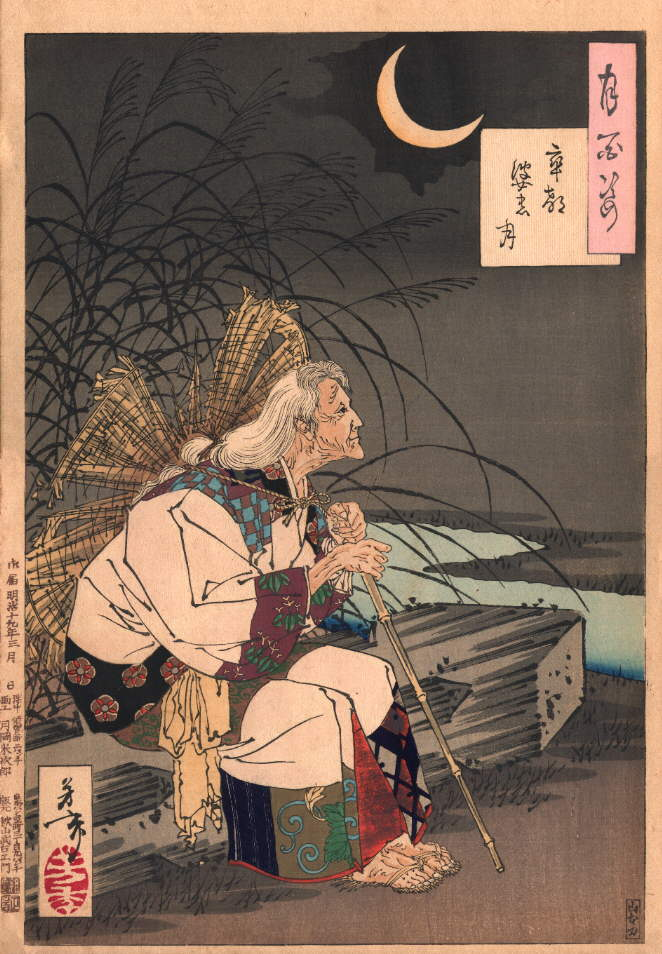
「卒塔婆の月」（月岡芳年『月百姿』）年老いた小野小町

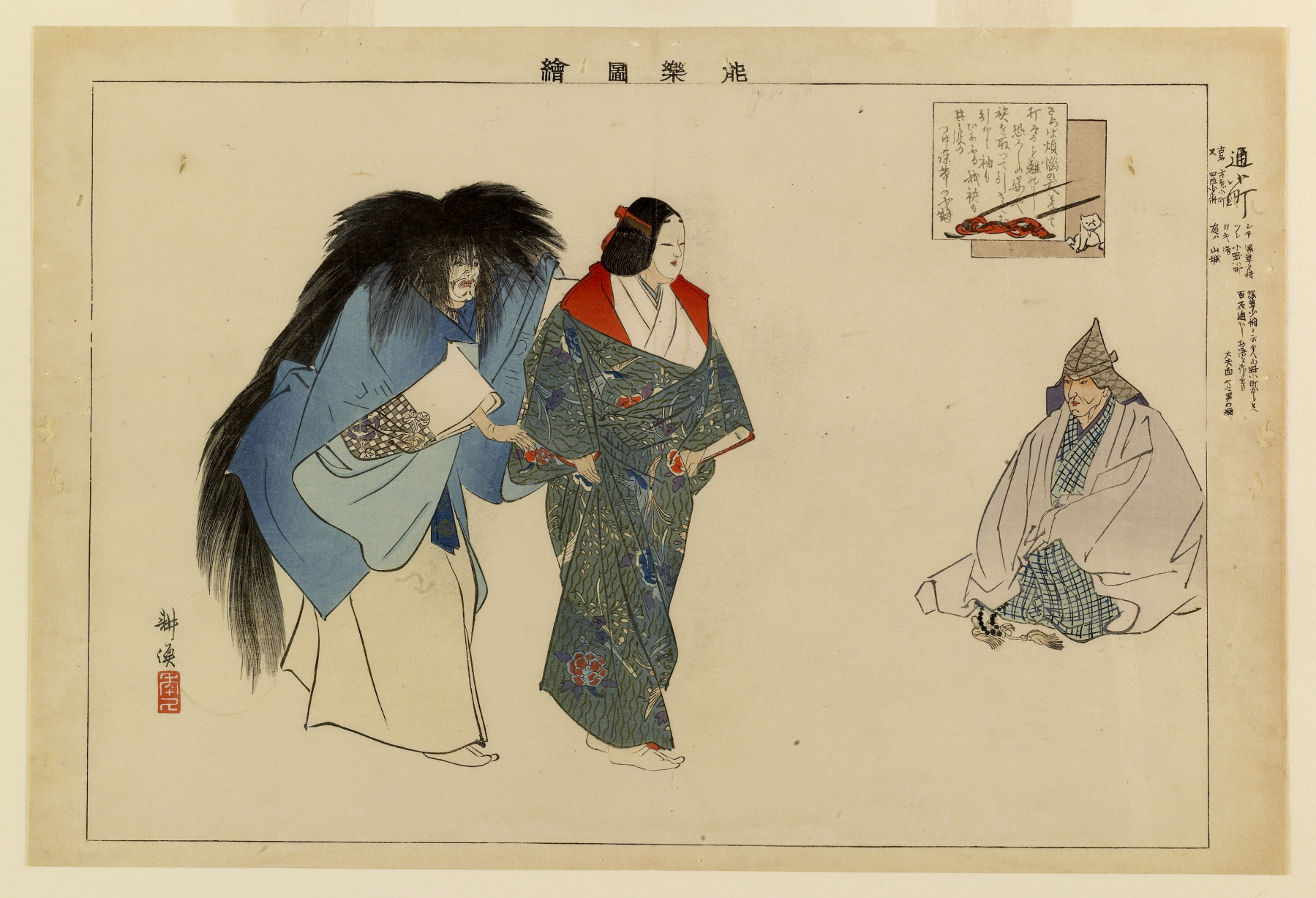
通小町（月岡耕漁『能楽図絵』）

小野小町を題材とした作品を総称して「小町物」という。

### 能
小野小町を題材にした七つの謡曲、『草紙洗小町』『通小町』『鸚鵡小町』『関寺小町』『卒都婆小町』『雨乞小町』『清水小町』の「七小町」がある。これらは和歌の名手として小野小町を讃えたり深草少将の百夜通いを題材にしたものと、年老いて乞食となった小野小町に題材にしたものに大別される。後者は能作者らによって徐々に形作られていった「衰老落魄説話」として中世社会に幅広く流布した。

### 歌舞伎
- 『積恋雪関扉』（つもるこい ゆきの せきのと） 通称「関の扉」、歌舞伎舞踊（常磐津）、天明4年 (1784) 江戸桐座初演
- 『去程恋重荷』（さるほどに こいのおもに）  通称「恋の重荷」、歌舞伎舞踊（常磐津）、文政2年 (1819) 江戸中村座初演
- 『六歌仙容彩』（ろっかせん すがたの いろどり） 通称「六歌仙」、歌舞伎舞踊（義太夫・長唄・清元）、天保2年 (1831) 江戸中村座初演
- 『和歌徳雨乞小町』（わかの とく あまごい こまち） 通称「雨乞小町」、歌舞伎狂言、明治29年 (1896) 東京明治座初演

### 御伽草子
- 『小町草紙（英語版）』

### 美術
鎌倉時代に描かれた、野晒しにされた美女の死体が動物に食い荒らされ、蛆虫がわき、腐敗して風化する様を描いた九相詩絵巻は別名を「小野小町九相図」と呼ばれる。モデルとしては他に檀林皇后も知られ、両人とも「我死なば焼くな埋むな野に捨てて 痩せたる（飢ゑたる）犬の腹を肥やせ（よ）」の歌の作者とされた。

### 裁縫用具
- 裁縫に使う「待ち針」の語源は小野小町にちなむという俗説がある。言い寄ってくる多くの男に小野小町がなびくことがなかったため、穴（膣）のない女と噂されたという伝説に基づき、穴のない針のことを「小町針」と呼んだことから来ているというものである[20]。
- 横溝正史の推理小説『悪魔の手毬唄』に登場する手毬唄では、「穴がない女性」という意味で「小町」の語が用いられている。

### 舞台
- 『夜会』Vol.5（1993年）

中島みゆきの舞台。サブタイトルが「花の色は うつりにけりな いたづらに わが身世にふる ながめせし間に」である。ポスターには十二単を着て小野小町に扮した中島みゆきが後姿で写っている。ストーリーは小野小町の伝承と、上田秋成の雨月物語の中の浅茅が宿をモチーフにしている。
- 『ミュージカル小野小町』

わらび座2007年上演の舞台。内舘牧子脚本、椿千代主演）は小町が残した「我死なば 焼くな埋むな 野にさらせ 痩せたる犬の 腹を肥やせよ」の歌から、自分の人生を生ききった美しいだけではない強い女性として小町を描いている。
- 『小町の千年情話』

さちいろ玉手箱第一回公演、2013年8月の舞台。真波連路の落語輪廻小町を星恵が舞台劇に脚色、演出。企画、主演は棚橋幸代。生前の愛憎のもつれのために、没後、一千年も成仏できず、江戸の町をさまよう小野小町の霊。やっと成仏できる機会がめぐってきたが、小町の霊は、その機会を自分でふいにしてしまい、そして……。

### 小説
- 『小説 小野小町「吉子の恋」』

三枝和子著。小野小町の本名が「小野吉子」で、文徳天皇の更衣だったとする説を採用して、その一生を描いている。
- 『桜小町 宮中の花』集英社〈集英社文庫 歴史時代〉、2020年8月。ISBN 978-4-08-744149-9。篠綾子

- 『泣くな道真-大宰府の詩-』集英社、2014年。

澤田瞳子著。小野恬子という名で登場する。

### アニメ
- 『超訳百人一首 うた恋い。』

六歌仙のひとりとして3話から5話にかけて登場。声を演じたのは遠藤綾。
- 『君の名は。』

原作者であり監督の新海誠は、小町の古今和歌集の和歌から着想を得て、この作品をつくったとしている。

### ドラマ
- 『京都妖怪地図』の第2作「きらら坂に住む400歳の氷女」（1981年）

小野小町と深草少将の「百夜通い」の如く、公家の裏切りに傷ついた白拍子への想いを証明しようとした面打師・孫四郎（演 - 名高達郎）は九十九夜を最後に通いは途絶えた。時は流れ、転生した孫四郎は現代の京都で低温科学研究所に勤務する青年・山村三郎（演 - 名高達郎）として幸福な結婚をするが、前世の恋人が死ぬことなく400歳の妖怪「氷女」と化して真夏の上に異常気象で酷暑に見舞われる「きらら坂」に現れて男性を次々と死なせる事件を引き起こし、「百日行」の残り一日を目前にした修行僧・日信（演 - 小林芳宏）や三郎の父・山村孝吉（演 - 芦屋小雁）も犠牲になった。京都府警の早川六助（演 - 遠藤太津朗）は捜査の過程で、記録にあるだけでも戦後から5件も同様の怪事件が起きていることを知り困惑する。更には、妻・民子（演 - 村田みゆき）も「氷女」を目撃したショックで眼が見えなくなり入院してしまう。その一方で、「氷女」の前に非業の死を遂げた日信の怨霊が出没して恨み言をぶつける。真夏の凍死事件の記事を読んだ三郎は父が恋い焦がれた着物デザイナーの九条沙織（演 - 宇津宮雅代）が人間の法律では裁けぬ妖怪だと確信して罠を仕掛け、背後から忍び寄った「氷女」にナイフを突き刺して致命傷を与えるが、彼女は三郎の前世である孫四郎の恋人であり、三郎の妻は沙織の妹の転生だった。死に際、妹を幸せにしてやって下さいと言い残し、沙織は呪われた人生の幕を閉じた。その直後、民子は眼が見えるようになる。

## 小野小町が由来になったもの
- こまち - 東北・秋田新幹線の列車。

秋田県湯沢市小野出身という説に由来。
- あきたこまち - 1984年に秋田県の奨励品種に採用された日本のイネの栽培品種の1つ。
- こまちトンネル - 福島県田村郡小野町にあるあぶくま高原道路の道路トンネル。
- 雄勝こまちインターチェンジ - 秋田県湯沢市にある東北中央自動車道のインターチェンジ。
- こまちスタジアム - 秋田県秋田市新屋（通称向浜）にある野球場の愛称。正式名称は秋田県立野球場。施設は秋田県が所有し、県の外郭団体である秋田県総合公社が指定管理者として運営管理を行っている。
- こまち農業協同組合 - 小野小町の出生地とされる秋田県湯沢市に本所をおく農業協同組合。愛称はJAこまち。湯沢市、東成瀬村と羽後町の一部を営業エリアとする。東成瀬村から指定金融機関とされている。
- 秋田銀行こまち支店 - 秋田県秋田市に本店をおく地方銀行の秋田銀行が開設しているインターネット支店の名称。
- 小町まつり - 秋田県湯沢市の祭り。毎年6月の第2日曜日開催。
- 小町堂 - 秋田県湯沢市の建造物。観光拠点。
- 小野川温泉 - 山形県米沢市の温泉地。小野小町が開湯した温泉と伝えられている。温泉街には、小町観音があり、美人の湯と称される。
- ミス小野小町コンテスト - 京都市山科区小野随心院で開催される。
- こまちチャンネル - 秋田県農林水産部が運営する農林水産情報を発信しているウェブサイトの名称。
- 天然温泉ホテルこまち - 秋田県秋田市卸町にあるホテル及び入浴施設。
- カバキコマチグモ - フクログモ科コマチグモ属 の毒グモ
- ニュースこまち-NHK秋田放送局の報道番組。これ以外にも地域情報番組に「こまち」がつくことが多い。
- 小野小町（こち亀）-アニメ「こちら葛飾区亀有公園前派出所」に登場するキャラクター。東北生まれの設定であり、秋田のほか福島の可能性もある。